# Dykarens grav

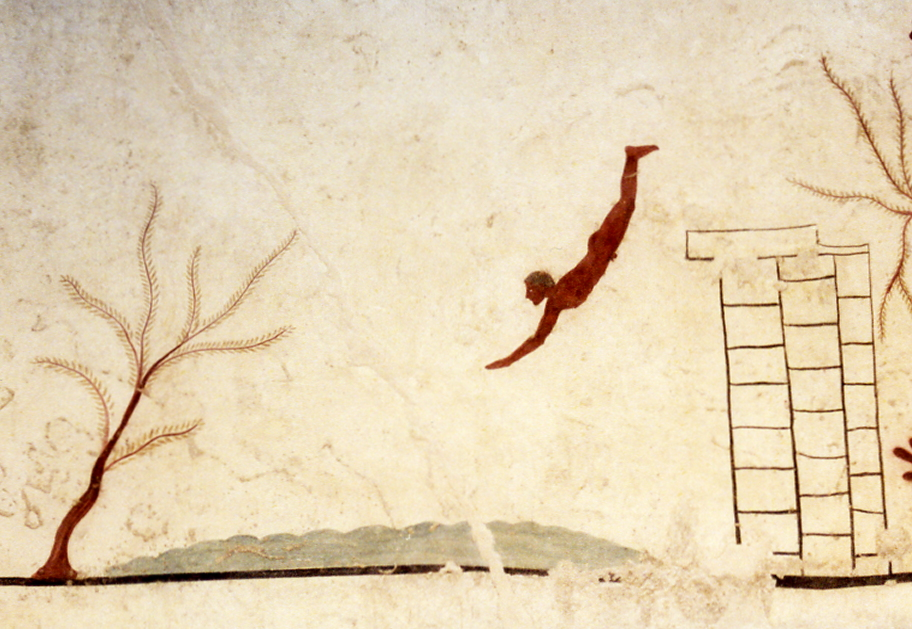
Dykarens grav.

Dykarens grav (italienska: Tomba del tuffatore) är ett arkeologiskt fynd som upptäcktes av den italienske arkeologen Mario Napoli den 3 juni 1968, när han grävde ut en liten nekropol cirka 1,5 km söder om den grekiska staden Poseidonia eller Posidonia, känd som Paestum i Magna Graecia, södra Italien. Graven är för närvarande utställd på det nationella arkeologiska museet i Paestum.

## Begravningsmonumentet
Dykarens grav är höjdpunkten i den samling som finns bevarade i Nationalmuseet i Paestum. Det är ett exempel på grekisk målning och utgör utsmyckningen av en kistgrav. Inne i begravningsmonumentet finns scener av ett symposium, medan täckplattan symboliskt visar hur den avlidne dyker ner från de levandes värld till de dödas.
Den täckande plattan av graven är det mest kända fyndet i hela Paestum-samlingen.

## Museet
Museo Archeologico Nazionale grundades 1952. Behovet av ett museum uppkom av de arkeologiska fynd som gjorts i staden Posidonia / Paestum.
Främsta fyndet är de målade plattorna i Dykarens grav som daterats till cirka 490-480 f.Kr. Plattorna visar ett så kallat symposium. Målningarna har hög konstnärlig kvalitet. Övriga fynd är vaser, utförda i terrakotta och brons, vapen och musikinstrument. Gravens namn kommer från den täckande plattan som föreställer den avlidne som dyker ner i havet. Motivet är en representation av övergången från de levande till de döda.
I museets samlingar finns 34 gravar från Gaudokulturen.